# Беляны (Брянская область)
Беляны — опустевшая деревня в Суражском районе Брянской области в составе Овчинского сельского поселения.

## География
Находится в северо-западной части Брянской области на расстоянии приблизительно 13 км на северо-запад по прямой от районного центра города Сураж.

## История
Упоминалась с середины XVIII века как владение Гудовичей. В середине XX века работал колхоз «Заря». В 1859 году здесь (деревня Суражского уезда Черниговской губернии) учтено было 37дворов.

## Население
Численность населения: 236 человек (1859), 590 (1901), 0 как в 2002 году, так и в 2010.